# Lijst van heersers van Annandale
De titel van Heer van Annandale was een vergeven sub-titel die beheerd werd in het zuiden van Schotland, Annandale, gestabiliseerd door David I van Schotland in 1124 voor Robert de Brus, voor diens grote bijdragen. Zijn opvolgers waren;
- Robert de Brus, 1e heer van Annandale, 1113 x 1124-1138
- Robert de Brus, 2e heer van Annandale, 1138 x-1194
- Willem de Brus, 3e heer van Annandale, 1194-1211 x 1212
- Robert de Brus, 4e heer van Annandale, 1211 x 1212-1226 x 1233
- Robert de Brus, 5e heer van Annandale, 1226 x 1233-1295
- Robert de Brus, 6e heer van Annandale, 1295-1304
- Robert de Brus, 7e heer van Annandale, 1304-1312
- Thomas Randolph, 8e heer van Annandale, 1312-32
- Thomas Randolph, 9e heer van Annandale, 1332
- John Randolph, 10e heer van Annandale, 1332-46
- Agnes Randolph, 11e vrouwe van Annandale, 1346-1369 
  - m. Patrick Dunbar, 9e baron van Dunbar
- George de Dunbar, 12e heer van Annandale, 1369-1401/9 ( althans onder gedeelde Engelse controle tot 1384; veroverd door Douglas in 1401 nadat Dunbar overstapte naar de Engelse; Douglas werd als beheerder geaccepteerd in 1409)
- Archibald Douglas, 13e heer van Annandale, 1401/9-24
- Archibald Douglas, 14e heer van Annandale, 1424-1439
- William Douglas, 15e heer van Annandale, 1439-40

Geannexeerd door de kroon
- Alexander Stewart, 16e heer van Annandale, 1455-1485
- John Stewart, 17e heer van Annandale ?, 1485-1536

Kroon 